# Union des syndicats de Monaco
L'Union des syndicats de Monaco (USM) est l'organisation syndicale monégasque unitaire fondée en 1944. Depuis la tenue de son récent Congrès qui s'est tenu les 10, 11 et 12 avril 2018, il a été voté la désaffiliation de l'USM à la Confédération Européenne des Syndicats (CES) qui s'est traduit également par l'adhésion  de l'USM à la Fédération Syndicale Mondiale (FSM) lors du congrès du 11 et 12 mars 2019.
L'USM se réclame de l'héritage historique de la CGT française tout en ayant maintenu un caractère unitaire et indépendant. Le droit syndical et le droit de grève ont été reconnus comme droit et liberté fondamentale en 1962 dans l'article 28 de la Constitution de Monaco. Le droit du travail monégasque est proche du droit français. Les conflits individuels et collectifs du travail sont traités par le Tribunal du travail dont l'organisation est similaire à celle des Conseils de prud'hommes français.